# Николаевск на Амур
Николаевск на Амур (на руски: Никола́евск-на-Аму́ре) е град в Русия, Хабаровски край, административен център на Николаевски район.
Има 19 634 жители към 2016 г.

## История
Селището е основано като Николаевски пост през 1850 г. по време на Амурската експедиция на изследователя (по-късно адмирал) Генадий Невелски. Получава статут на град под името Николаевск през 1856 г., става административен център (1858) на новосъздадената Приморска област.
Градът се развива благодарение на пристанището си (най-голямото в Далечния Изток на Русия в средата на ХІХ век), появяват се завод за ремонт и строителство на кораби, музей, библиотека, морско училище. Постепенно запада, след като Владивосток става основното далекоизточно пристанище (1870) и областният център се премества в Хабаровск (1880).
Към края на века са открити находища на злато, започва риболов и младият град Николаевск се възражда. Отново е областен град – на Сахалинска област (1914) и на Нижнеамурска област (1934). Районен център е от 1956 г.
Николаевск е център на риболова и рибната промишленост. Има корабостроителен завод (1960), работи Нижнеамурски минно-обогатителен комбинат от 1985 г.

## География
Градът е разположен на брега на река Амур, на 80 km преди вливането ѝ в Татарския проток, в началото на нейния естуар. Намира се на 582 km североизточно от Комсомолск на Амур и на 977 км североизточно от Хабаровск.

### Климат
Климатът в града и района е влажен умереноконтинентален, до субполярен. Средната годишна температура е −1,8 °C, а средното количество годишни валежи е около 661 mm.
| Климатични данни за Николаевск на Амур | Климатични данни за Николаевск на Амур | Климатични данни за Николаевск на Амур | Климатични данни за Николаевск на Амур | Климатични данни за Николаевск на Амур | Климатични данни за Николаевск на Амур | Климатични данни за Николаевск на Амур | Климатични данни за Николаевск на Амур | Климатични данни за Николаевск на Амур | Климатични данни за Николаевск на Амур | Климатични данни за Николаевск на Амур | Климатични данни за Николаевск на Амур | Климатични данни за Николаевск на Амур | Климатични данни за Николаевск на Амур |
| Месеци                                 | яну.                                   | фев.                                   | март                                   | апр.                                   | май                                    | юни                                    | юли                                    | авг.                                   | сеп.                                   | окт.                                   | ное.                                   | дек.                                   | Годишно                                |
| Абсолютни максимални температури (°C)  | 0,3                                    | 6,2                                    | 12,6                                   | 19,6                                   | 30,2                                   | 34,3                                   | 34,1                                   | 35,3                                   | 28,9                                   | 22,5                                   | 11,4                                   | 2,8                                    | 35,3                                   |
| Средни максимални температури (°C)     | −17,5                                  | −13,7                                  | −5,6                                   | 2,9                                    | 10,5                                   | 19,0                                   | 21,7                                   | 21,5                                   | 16,2                                   | 6,6                                    | −6,1                                   | −15,5                                  | 3,3                                    |
| Средни температури (°C)                | −21,9                                  | −19                                    | −11,6                                  | −2,1                                   | 5,0                                    | 13,1                                   | 16,5                                   | 16,1                                   | 10,6                                   | 2,0                                    | −10,4                                  | −19,4                                  | −1,8                                   |
| Средни минимални температури (°C)      | −25,6                                  | −23,4                                  | −16,9                                  | −6,4                                   | 0,9                                    | 8,0                                    | 12,2                                   | 11,8                                   | 6,3                                    | −1,6                                   | −13,9                                  | −22,9                                  | −6                                     |
| Абсолютни минимални температури (°C)   | −47,2                                  | −45,9                                  | −37,6                                  | −28,8                                  | −11,9                                  | −3,8                                   | 1,3                                    | 0,6                                    | −6                                     | −25,1                                  | −34                                    | −44,2                                  | −47,2                                  |
| Средни месечни валежи (mm)             | 42                                     | 29                                     | 33                                     | 32                                     | 53                                     | 50                                     | 60                                     | 83                                     | 82                                     | 89                                     | 60                                     | 48                                     | 661                                    |
| -------------------------------------- | -------------------------------------- | -------------------------------------- | -------------------------------------- | -------------------------------------- | -------------------------------------- | -------------------------------------- | -------------------------------------- | -------------------------------------- | -------------------------------------- | -------------------------------------- | -------------------------------------- | -------------------------------------- | -------------------------------------- |
| Източник: Погода и Климат              |                                        |                                        |                                        |                                        |                                        |                                        |                                        |                                        |                                        |                                        |                                        |                                        |                                        |

## Население
| 1863   | 1870   | 1897   | 1926   | 1931   | 1939   | 1959   |
| ------ | ------ | ------ | ------ | ------ | ------ | ------ |
| 5547   | 5090   | 5684   | 7500   | 12 000 | 17 314 | 30 923 |
| 1967   | 1970   | 1979   | 1989   | 1992   | 1996   | 1998   |
| 32 000 | 30 082 | 33 529 | 36 296 | 36 500 | 34 900 | 33 100 |
| 2000   | 2003   | 2005   | 2006   | 2007   | 2008   | 2009   |
| 31 400 | 28 500 | 27 200 | 26 600 | 26 000 | 25 400 | 24 953 |
| 2010   | 2011   | 2012   | 2013   | 2014   | 2015   | 2016   |
| 22 752 | 22 614 | 21 943 | 21 398 | 20 774 | 20 274 | 19 634 |

## Икономика
Основните отрасли са селското стопанство и риболовът. Градът разполага с ТЕЦ и кораборемонтен завод. Разполага с пристанище и летище.